# Queer
Queer ['kwɪə(ɹ)] ist heute eine Sammelbezeichnung für sexuelle Orientierungen, die nicht heterosexuell sind, für Geschlechtsidentitäten, die nichtbinär oder nicht-cisgender sind, sowie Lebens- und Liebesformen, die nicht heteronormativ sind. Seit etwa Mitte der 1990er Jahre wird der Begriff zunehmend als positive Eigenbezeichnung queerer Personen verwendet. Oftmals sind mit queer ähnliche Personengruppen gemeint wie mit den Abkürzungen LGBT, LSBT u. a.
Im Gegensatz zu anderen Begriffen aus der Familie der sexuellen Orientierungen (wie schwul, lesbisch, bi- oder asexuell) und geschlechtlichen Identitäten (wie trans oder intergeschlechtlich) gibt es für den Ausdruck queer keine einheitliche Definition; er unterliegt in seiner Verwendung Aneignungs- und Interpretationspraktiken, sodass eine genaue Definition der Bezeichnung auch Gegenstand von Diskussionen ist. Die theoretische Auseinandersetzung mit Geschlechtsidentitäten und sexuellen Orientierungen leistet die Queer-Theorie.

## Geschichte
Das englische Wort queer stammt laut dem Oxford English Dictionary ab vom deutschen Wort quer, das letztlich auf die urindogermanische Verbwurzel *terkʷ- „drehen“ zurückgeht. Damit verwandt ist auch das lateinische Verb torquere „drehen, verdrehen“.
Die Bezeichnung queer wurde im englischen Sprachraum – wie das Wort „schwul“ im Deutschen – ursprünglich als Schimpfwort gebraucht, mit dem vornehmlich Homosexuelle bedacht wurden, aber auch andere Personen, die in geschlechtlicher oder sexueller Hinsicht von den heteronormativen Regeln abweichen. Hier war queer in der Bedeutung „gefälscht, sonderbar, eigenartig, fragwürdig, suspekt, verrückt“ Teil der Schwulenfeindlichkeit. Im Deutschen lässt sich queer in seiner Funktion als Schimpfwort mit „pervers“ oder „schwul“ wiedergeben.
In den frühen 1950er-Jahren verfasste William S. Burroughs einen autobiografisch orientierten Roman mit dem Titel Queer, der aber erst 1985 veröffentlicht wurde.
Entgegen der schimpfwörtlichen Verwendung in der Alltagssprache wurde der Ausdruck queer in den USA zunächst vereinzelt als positive Eigenbezeichnung verwendet. Ende der 1980er- und Anfang der 1990er-Jahre gelang es den damit Bezeichneten innerhalb ihrer Community, das Wort im öffentlichen Diskurs einer Neubewertung zu unterziehen (englisch reclaiming) und zu einem positiv besetzten Trotzwort (Geusenwort) umzuformen. Als Urheber des bekräftigenden reclaiming gelten schwarze Menschen und People of Colour an den sozialen Rändern US-amerikanischer Großstädte, die allerdings namentlich nicht bekannt sind.
Auf dieser Grundlage entwickelte sich queer zu einer Sammelbezeichnung mit politischer und wissenschaftlicher Bedeutung, die sich auf politischen Aktivismus und verschiedene Denkrichtungen und Theorien bezieht. Die Bezeichnung für die wissenschaftliche Disziplin der Queer-Theorie (queer theory) stammt von Teresa de Lauretis und wurde 1991 als eine Möglichkeit eingeführt, „identitätspolitische Einschränkungen zu überwinden, wie sie auch mit den Termini lesbisch und schwul einhergehen“. Im deutschsprachigen Raum wurden Queer-Theorien vor allem über Judith Butler rezipiert, die davor warnte, queer als eine fest konturierte Identitätskategorie zu verstehen. Den Ausdruck queer versteht die Philosophin Gudrun Perko 2005 als eine politische und gesellschaftliche Bewegung „im Sinne eines offenen Projekts, das die angeblich natürliche Ordnung der Dinge in Frage stellt“  – sowohl in den Bereichen der Sexualität als auch in Debatten wie Multikulturalismus, Interkulturalität, postkolonialer Kritik, Menschenrechte und Demokratie, Queers-of-Color und weiteren.
Im Deutschen stellt queer nicht im gleichen Maße eine Verbindung zu Sexualität her wie in den USA. Queer kann als positiver Begriff nicht einfach ins Deutsche übersetzt werden. Gudrun Perko schlägt 2005 vor, am ehesten die Übersetzung „seltsam“ zu verwenden, um „ein Gegen-die-Norm-Sein“ zum Ausdruck zu bringen.

## Begriff
Heute kann queer gemäß dem Verständnis von Perko als ein Oberbegriff verstanden werden, der sich je nach Selbstverständnis auf Unterschiedliches beziehen kann: in sexueller Hinsicht auf Schwule, Lesben, Bisexuelle, Pansexuelle, Asexuelle oder in geschlechtlicher Hinsicht auf genderqueere, nichtbinäre, binäre oder nichtbinäre transgeschlechtliche oder auf intergeschlechtliche Personen. Auch weitere Identitäten können unter queer subsumiert werden. Die Zugehörigkeit von Polyamorie, Beziehungsanarchie und BDSM ist umstritten. Der Begriff umfasst damit das gesamte Spektrum derer, die nicht heteronormativen Vorstellungen von Sexualität oder von binärem Geschlecht (männlich/weiblich) entsprechen. Es handelt sich um einen offen gefassten Begriff, welcher vielfältige Identifikationsmöglichkeiten bietet. Verbindend wirkt dabei die Vorstellung, dass die gesellschaftlich vorherrschende Heteronormativität hinterfragt und aufgelöst und es Menschen ermöglicht werden solle, ihr Leben mit vielfältigen Formen von sexuellen Orientierungen und Geschlechtsidentitäten frei von Normen zu leben.
Für den deutschsprachigen Raum unterscheidet Perko (2005) drei gängige Definitionen des Begriffs queer, die sich dahingehend unterscheiden, welche Lebensweisen und Personengruppen darunter jeweils subsumiert werden. Die drei Varianten überschneiden sich zwar in ihrer Kritik an Heteronormativität, Heterosexismus und anderem, doch bezüglich der Definition eines gruppenbezogenen „Wir-Gefühls“ wählen sie unterschiedliche Ansätze.
- Die erste, (feministisch-)lesbisch-schwul-queere Variante versteht queer als Synonym zu (feministisch-)lesbisch und schwul. Diese Definition findet sich laut Perko (2005) in Zeitschriften, Magazinen, bei Veranstaltungen wie Kursen, Workshops und Gottesdiensten, in politischen Initiativen und in theoretischen Ansätzen. Corinna Genschel versucht die Gleichsetzung von queer und lesbisch und schwul damit zu erklären, dass queer in der BRD zu einer Zeit aufkam, als sich die schwul-lesbische Identitätspolitik erst entwickelte. Dieses Verständnis von queer wird assoziiert mit dem Feminismus sowie mit Lesbian und Gay Studies. Perko betonte 2005 die Gefahr einer Ausgrenzung und eines Ausschlusses bei dieser Auffassung von queer: In der Theorie dieses Konzepts werden Pluralitätskonzepte und die Auflösung von Identitätspolitiken nicht vollständig zu Ende gedacht. In der Praxis wird die Gefahr einer Einschränkung erfahrbar, wenn beispielsweise Transfrauen zu feministisch-lesbischen Räumen keinen Zutritt erhalten, und diejenigen, die den Zugang verweigern, bestimmen, wer eine richtige Frau sei.[p: 3]
- Bei der zweiten, lesbisch-schwul-bi-transgender-queeren Variante umfasst der Begriff queer in einer erweiterten Form Homosexualität, Bisexualität und Transgeschlechtlichkeit. In diesem Ansatz haben ehemals ausschließlich schwule oder lesbische Initiativen eine Erweiterung ihres Selbstverständnisses vorgenommen, sodass „Denk- und Lebensräume für Menschen [entstehen], denen der Zutritt in lesbischen und schwulen Communities lange verwehrt blieb und heute zuweilen noch verwehrt ist“. Als Beispiel nennt Perko (2005) Bisexuelle, die lange nicht in Lesbenräume durften, weil sie angeblich Männlichkeit repräsentieren.[p: 3]
- Die plural-queere Variante, die Perko 2005 in Queer-Theorien vertritt, ist eine politisch-strategische Variante der Queer-Theorie, die radikal offen alle Menschen inkludiert, „die der gesellschaftlichen Norm nicht entsprechen oder nicht entsprechen wollen“. Die deutschsprachige Form des plural-queeren Ansatzes greift auf die US-amerikanische Variante zurück, die vehemente Kritik an Heteronormativität, geschlechtlicher Binarität, Identitätsmodellen und Ausschlüssen bestimmter Menschen üben. Darunter fallen Schwule, Lesben, Bisexuelle, Intersexuelle, Asexuelle, Transgender ebenso wie Cross-Identitäten, Nicht-Identitäten, Trans-Identitäten, aber auch Menschen unterschiedlicher Herkunft, Religion, Hautfarbe etc. und Cyborgs, Drags, Cross-Dresser etc. (vgl. dazu die Auflistung bei Perko 2005: 22–25) Im Zentrum der plural-queeren Variante steht das Bemühen um die „möglichste Vielfalt menschlicher Seins- und Daseinsformen in ihrer Unabgeschlossenheit“. Die Queer-Theorie in ihrer plural-queeren Ausrichtung wendet sich gegen eindeutige Kategorisierungen und Identitätspolitiken und wählt stattdessen ein Modell der Pluralität. Dadurch sollen sich alle Menschen demnach so „definieren können, wie sie und so sie es wollen“. Gruppen-Identitäten werden in Frage gestellt, stattdessen lässt das plurale Modell „fließende Übergänge und Uneindeutigkeiten“ bestehen. Perko (2005) gibt zu, dass die plural-queere Ausrichtung in der Praxis am schwierigsten umzusetzen ist.[p: 3]

Die Bezeichnung queer enthält ein politisches Potential, da queer die eigene Offenheit betont und Identitäten nicht scharf voneinander abgrenzt, sondern sie auflöst. Allerdings bleibt die Bezeichnung queer bis heute kontrovers. Nicht alle Lesben und Schwule wollen sich selbst als queer bezeichnen. Auch Intersexuelle äußern teilweise Vorbehalte gegenüber einer Einordnung in den Oberbegriff queer, da sie ungeachtet einer solchen Zuordnung eine Anerkennung ihrer Existenz einfordern. Die Abgrenzungsfrage, wer sich durch die Bezeichnung queer angesprochen fühlen darf, wird weiterhin intensiv diskutiert. Manche Personen bevorzugen die als eindeutiger empfundenen Selbstbezeichnungen wie schwul, lesbisch, bisexuell oder transgeschlechtlich, da sie befürchten, dass ihre Gruppe durch die Extension von queer an Sichtbarkeit verliert. Andere stimmen mit der politischen Konnotation der Bezeichnung queer nicht überein. Andere wiederum erhoffen sich durch die Verwendung des Terminus queer erhöhte Chancen auf Subventionierung, da er den Institutionen bislang noch weniger bekannt ist und daher als weniger anstößig als die Begriffe schwul oder lesbisch wahrgenommen wird. Weitere erhoffen sich von queer ein Aufbrechen der herkömmlichen Eingrenzungen der möglichen Lebensweisen, wie sie von den Begriffen schwul oder lesbisch gezogen werden, sodass das, was schwul oder lesbisch sein kann, als vielfältiger gedacht werden kann.

## Politik und Theorie
Theoretisch ist die Queerbewegung eng mit den geisteswissenschaftlichen Denkrichtungen des Poststrukturalismus und des Postmodernismus, der Diskursanalyse und der Gender-Theorie verbunden. Eine besondere Rolle spielen für die queere Bewegung die Werke des französischen Philosophen Michel Foucault und der US-amerikanischen Gender-Theoretikerin Judith Butler. Weitere Vordenker sind Eve Kosofsky Sedgwick und Michael Warner.
Die Bezeichnung queer wurde in den USA Ausdruck eines politischen Aktivismus (Queer Politics) und einer Denkrichtung (Queer Theory oder Queer Studies) etabliert. Queer sollte dazu dienen, von der heteronormativen Norm abweichende Lebensweisen sichtbar zu machen, die Heteronormativität und die zweigeschlechtliche (binäre) Geschlechterordnung zu kritisieren sowie eine Kritik an schwullesbischen Identitätsmustern (Lesbian and Gay Identity) zu etablieren. Der wesentliche Unterschied zwischen Gender und Queer besteht darin, dass Queer die Vielgeschlechtlichkeit der Menschen anerkennt und damit die Tatsache, dass sich Geschlechter/Geschlechtsidentitäten nicht nur in Männer und Frauen, Mädchen und Jungen einteilen lässt.
Die postmodern und queer begründete Kulturtheorie wird als Queer-Theorie bezeichnet, sie ist Anfang der 1990er Jahre in den USA entstanden. Die Queer-Theorie möchte sexuelle Identitäten, Machtformen und Normen, Geschlechterrollen und sich eventuell daraus ergebende Ausbeutungsverhältnisse analysieren und dekonstruieren. Die Queer-Theorie geht davon aus, dass geschlechtliche und sexuelle Identität durch Handlungen erzeugt werden (Doing Gender/Undoing Gender).
Ihre Anwendung findet die Queer-Theorie in den interdisziplinär ausgerichteten, kulturwissenschaftlichen Queer Studies, welche darauf abzielen, sexuelle Identitäten in verschiedenen wissenschaftlichen Disziplinen zu identifizieren, zu analysieren und zu dekonstruieren (etwa in Literaturwissenschaft, Politikwissenschaft, Geschichtswissenschaft, Soziologie, Philosophie oder Psychologie).
Im deutschsprachigen Raum werden, anders als im anglo-amerikanischen Raum, queere und feministische Perspektiven aufeinander bezogen, anstatt sie als einander ausschließend zu begreifen. Der queer ausgerichtete Feminismus wird als Queerfeminismus bezeichnet. Er entstand in den 1990er Jahren und wird der dritten Welle des Feminismus zugerechnet. Die entscheidende Theoretikerin des Queerfeminismus ist Judith Butler. Queerfeminismus bezieht sich sowohl auf feministische Theorie als auch auf Queer Studies. Kritik am Queerfeminismus wird regelmäßig von Autoren geäußert, die sich mit anderen Strömungen identifizieren. In Deutschland kritisierte 2017 die Herausgeberin Patsy l’Amour laLove gemeinsam mit 27 weiteren Autoren und Autorinnen in dem Sammelband Beißreflexe: Kritik an queerem Aktivismus, autoritären Sehnsüchten und Sprechverboten vielfältige Sprechverbote und Ausgrenzungen innerhalb der queeren Szene.

## Herrschaftskritik
Mit Rückgriff auf poststrukturalistische Theorien werden in der Queer-Theorie in Ansätzen Unterdrückungs- und Machtverhältnisse der gesellschaftlichen, insbesondere geschlechtlichen und sexuellen Ordnung, sowie die Verschränkung von Identitäten und Machtverhältnissen aufgezeigt und dekonstruiert. Der Schwerpunkt liegt nach wie vor auf den Themen Sex, Gender und Begehren. Dieser Schwerpunkt wurde vor allem in den USA ansatzweise erweitert um die Reflexion der Verknüpfung mit anderen Machtverhältnissen und gesellschaftlichen Regulativa wie kulturelle Herkunft, Kultur, Hautfarbe, Fähigkeiten und weiteren.

## Verwendungsbeispiele
Medien
- New Queer Cinema bezeichnet eine Strömung von vorwiegend US-amerikanischen Independent-Filmen der frühen 1990er-Jahre mit queerer Thematik.
- In Deutschland gab es von 1998 bis 2002 Queer als überregionale schwul-lesbische Monatszeitung. Nach dem Konkurs des Kölner Unternehmens gründeten einige Mitarbeiter 2003 das Online-Magazin Queer.de.
- Die britische Fernsehserie Queer as Folk behandelte 1999 bis 2000 im Fernsehsender Channel 4 queere Thematiken (ab 2000 auch als US-amerikanisch-kanadische Neuverfilmung).
- In den USA strahlte der Fernsehsender Bravo von 2003 bis 2007 eine Unterhaltungssendung mit dem Titel Queer Eye for the Straight Guy (etwa „Die etwas andere [oder] schwule Sicht“) aus. In der Sendung versuchten schwule Menschen, die Häuser, Wohnräume, Kleidung und das Aussehen anderer Leute nach ihren Vorstellungen zu deren Vorteil umzugestalten.
Seit 2018 gibt es eine Neuauflage bei Netflix mit anderen Experten unter dem Titel Queer Eye; hier werden auch gesellschaftspolitische Themen wie Homophobie und Rassismus thematisiert.
- Der Filmpreis Queer Lion wird seit 2007 bei den Filmfestspielen Venedig verliehen, der Filmpreis Queer Palm seit 2010 bei den Internationalen Filmfestspielen von Cannes (siehe auch Liste von Filmen mit homosexuellem Inhalt und Liste von Filmen mit Bezug auf Transgender-Themen).
- Der Rundfunk Berlin-Brandenburg (rbb) zeigt seit 2018 in seiner Reihe rbb QUEER Spielfilme mit homosexueller Thematik.[8]

Politik und Interessenvertretungen
- SPDqueer ist die Arbeitsgemeinschaft der SPD für queere Menschen, welche die Interessen von LGBT-Personen vertritt und für Akzeptanz und Gleichstellung wirbt.
- QueerGrün ist der Dachverband der Bundesarbeitsgemeinschaften Lesbenpolitik und Schwulenpolitik und der „Arbeitsgemeinschaften Trans* und Bisexualität“ innerhalb der Partei Bündnis 90/Die Grünen.
- Die Bundesarbeitsgemeinschaft DIE LINKE.queer ist ein Zusammenschluss im Umfeld und innerhalb der LINKEN.[9]
- Der BAK Queer ist ein Bundesarbeitskreis der Ökologisch-Demokratischen Partei / ÖDP (www.ödp.de).
- QueerBw, Interessenvertretung queerer Angehöriger der Bundeswehr
- Queeramnesty ist eine Organisation von Amnesty International, die sich für Menschen einsetzt, die wegen ihres Einsatzes für LGBT-Rechte oder als LGBT-Asylsuchende verfolgt werden.
- Queer Refugees Deutschland ist ein Projekt des LSVD+ – Verband Queere Vielfalt, das der Vernetzung, Beratung und Unterstützung von LGBT-Flüchtlingen dient.
- Der Verein queerhandicap setzt sich für die Rechte von LGBTI-Personen mit Behinderung ein.
- In zahlreichen Städten in Deutschland und im Ausland existieren weitere Jugend- und Erwachsenengruppen, die queer im Namen tragen, etwa „Queerdenker“ (abgegrenzt zu den „Querdenkern“ der Proteste gegen Schutzmaßnahmen zur COVID-19-Pandemie in Deutschland), „Young and Queer“, „checkpoint queer“ und andere.
- 2024 erfolgte die Umbenennung des LSVD, der größten LSBTIQ-Interessenvertretung in Deutschland, in LSVD+ – Verband Queere Vielfalt.[10]

Hochschulen
- Ein Master of Arts-Studium in „Gender und Queer Studies“ kann an der Technischen Hochschule Köln abgelegt werden. An der Universität der Künste Berlin existiert ein Fachgebiet für „Gender/Queer Studies“, das in das Institut für Geschichte und Theorie der Gestaltung eingebettet ist. Antke Engel hat 2006 das Institut für Queer Theory gegründet, das einen Sitz in Berlin und in Hamburg hat und sich mit Geschlechter- und Sexualitätsforschung befasst.
- An vielen deutschen Universitäten gibt es im Rahmen der Studierendenvertretung oder des AStA einen Arbeitsbereich mit dem Titel „Queer-Referat“ oder „Referat Queer“, der Interessen von LGBT-Studierenden an der jeweiligen Universität vertritt.

Sport
- Die Queer-Tango-Bewegung entstand in Hamburg in den 1980er-Jahren, um der LGBT-Gemeinschaft eine Heimat im Tango zu geben. Auch heterosexuelle Tangotänzer, die unabhängig von konventionellen Geschlechterrollen tanzen wollen, werden als queer tangueros bezeichnet, Frauen als queer tangueras.